# Vätterbygdens kontrakt
Vätterbygdens kontrakt är ett kontrakt i Linköpings stift inom Svenska kyrkan. 
Kontraktet bildades 1 januari 2017 genom namnändring och utvidgning av Motala och Bergslags kontrakt. Församlingarna i Folkungabygdens kontrakt överfördes hit.
Kontraktskoden är 0203.
I kontraktet ingår tre pastorat:
- Vadstena pastorat
- Borensbergs pastorat
- Folkungabygdens pastorat

samt Motala församling.

## Kontraktsprostar
| Ämbetstid | Namn            | Levnadstid | Kommentarer                            |
| --------- | --------------- | ---------- | -------------------------------------- |
| 2017–2020 | Fredrik Lennman | 1955–      | Kyrkoherde i Folkungabygdens pastorat. |
| 2021–     | Magnus Svensson | 1966–      | Kyrkoherde i Vadstena pastorat.        |
| 2025–     | Maria Åkerström | 1970–      | Kyrkoherde i Folkungabygdens pastorat. |